# Arne Duncan
Arne Duncan (Chicago, 6 november 1964) is een Amerikaans onderwijsbestuurder die minister van onderwijs was in beide regeerperiodes van president Obama. Hij werd op 20 januari 2009 unaniem bevestigd in de Amerikaanse Senaat en legde de eed diezelfde dag nog af.